# Valby BK
Valby BK var en fotbollsklubb från Malmö. Föreningen bildades 1971. Klubben slogs samman med Västra Klagstorps BIF 1986. Valby BK spelade sin sista säsong 1986 i Division 4 Skåne Sydvästra . 